# Julian Ahmataj
Julian Ahmataj (24 de Maio de 1979, Albânia) é um futebolista albanês que joga como meio-campista atualmente pelo Flamurtari Vlorë da Albânia .